# Замок Кантакузіно
45°24′51″ пн. ш. 25°32′34″ сх. д. / 45.4140417° пн. ш. 25.5428472° сх. д.
Замок Кантакузіно знаходиться в Буштені, Румунія, в районі Замора, на однойменній вулиці. Споруда має велику архітектурну, історичну, документальну та художню цінність.

## Історія
Будівля, будівництво якої завершилося в 1911 році, була зведена за проєктом архітектора Григоре Черчеза, видатного діяча нео-румунського стилю, на замовлення князя Георге Григоре Кантакузіно, який отримав прізвисько «Набабул» («Набоб»). 
Замок був розташований на місці старого мисливського будиночка, який княжа родина використовувала як зупинку під час своїх паломництв до Брашова.
Будівельні роботи тривали п'ять років, а оздоблення — ще півтора року. На урочистому відкритті в 1911 році замок вражав не лише своїм стилем і красою, але й сучасними, як на той час, зручностями: електрикою, каналізацією та питною водою.
До 1930 року замок слугував літньою резиденцією родини князя Григорія Кантакузіно. Замок належав родині Кантакузіно до його націоналізації у 1948 році, після чого став санаторієм Міністерства внутрішніх справ. 
Замок піддався реставраційним роботам і сьогодні він відкритий для відвідування.

## Замок «Замора»
Замок Кантакузіно іноді називають замком Замора через його розташування. Однак кажуть, що ім'я Замора походить від собаки, яка належала до роду Кантакузіно. Вони кричали «За Мора!» щоб дати знак гончаку принести їм здобич.

## Будова замку
Будівля збудована з різьбленого каменю ззовні та цегли зсередини, фундамент — бетонний, а дах — черепичний.
Споруда павільйонного типу, має форму чотирикутника з відкритою південною стороною. Весь замок складається з 4 корпусів. Центральний павільйон має загальну площу 1 200,30 м2 (12 919,9 кв. футів) і 3 148,02 м2 (33 885,0 кв. футів) (підвал, цокольний і перший поверхи). Сервісний павільйон має цокольний і перший поверхи площею 403,80 м2 (4 346,5 кв. футів). Адміністративна вілла одноповерхова, площею 114,41 м2 (1 231,5 кв. футів). Четверта будівля — каплиця.

## Інтер'єр замку
Всередині замок має яскраво виражений романтичний характер, про що свідчать численні деталі та орнаменти, такі як:
- Римська мозаїка, на першому рівні;
- Настінні розписи венеціанських художників;
- Вітражі з муранського скла;
- Італійська глазурована кераміка, в головному залі;
- Каміни з альбештського вапняку, прикрашені поліхромною мозаїкою та сусальним золотом;
- Стелі з дубового дерева, кесонні та різьблені;
- Різьблені дубові двері;
- Дубові сходи, спроєктовані так, щоб спиратися тільки на стіни, без іншої центральної опори;
- Сходи з каррарського мармуру;
- Бильця, вирізані з каменю, кованого заліза або дерева;
- Бронзова фурнітура з орнаментом, виготовлена в Парижі;
- Розмальовані коробки та декоративні фризи.

На додаток до орнаментальних мотивів, присутніх всередині будівлі, в центральному павільйоні знаходиться галерея настінного живопису, виконаного на кордовській шкірі, яка є унікальною в Румунії. У галереї зображено дванадцять портретів у натуральну величину головних членів сім'ї Кантакузіно з волоської гілки.
Також у центральному павільйоні, в бальному залі, знаходиться колекція геральдики, що представляє 27 гербів, які належали членам аристократії, що були пов'язані з родиною Кантакузіно.

## Зовнішній вигляд замку
Зовні замку, над головним входом з парку, знаходиться герб родини Кантакузіно, висічений у камені. Біля головного входу з парку також є велика тераса з каменю, з якої відкривається вид на гори Бучеджі, а також на Хрест Героїв на вершині Карайман. 
З цього ж боку замку, на другому поверсі, знаходиться ложа замку Кантакузіно, побудована в стилі Бранковяну, з кам'яними колонами з капітелями та трилопатевими арками. У цьому замку в 1928 році королева Румунії Марія, принцеса Ілеана і перший Патріарх Румунії Мірон Крістеа сфотографувалися разом з нареченим і нареченою — Джорджем Кантакузіно, онуком «Набабу» і одним з найбільших археологів Румунії, і Зоєю Гречану, дочкою деяких аристократів того часу.
У 1923 році, як данину пам'яті принцу Григоре Кантакузіно, над входом до внутрішнього двору замку було висічено на камені такий текст: «Я, Георге Григоре Кантакузіно, з моєю дружиною Екатериною, народженою Балеану, побудували цей замок на згадку про моїх предків і для притулку нащадків».
У внутрішньому дворику замку, зі східного боку, розташована мисливська вежа.

## Оточення і церква
Замок оточений внутрішнім двором, який займає площу 3,5 га (8,6 акрів). Сад біля основи палацу включає три фонтани, два з яких з артезіанськими свердловинами. Головна алея парку облямована вирівняними деревами, що відповідає стилю парків великих європейських столиць. Ще одним характерним елементом саду є рукотворна печера.
У 1935—1936 роках на території замку була побудована невелика дерев'яна церква на честь святого Георгія Побідоносця. На її освячення 13 вересня 1936 року були запрошені королева Румунії Марія та принцеса Ілеана. Дерев'яна церква розташована на місці колишньої церкви, привезеної з регіону Марамуреш предками князя Григорія Кантакузина у 18 столітті.
Окрім внутрішнього двору, що оточує замок, маєток Кантакузіно має ще 970 га (2400 акрів) лісу, розташованого на горі Замора.

## Комуністичний період
У період, коли будівля слугувала санаторієм, стіни були пофарбовані. Після реституції розпочався процес реставрації, щоб виявити оригінальні розписи.

## Сьогодні
У посткомуністичний період замок повернули прямій спадкоємиці Йоані Кантакузіно, правнучці «Набоба».
Зараз замок є приватною власністю і відкритий для відвідування з 2010 року. Відтоді замок Кантакузіно щорічно приймає десятки тисяч відвідувачів як з країни, так і з-за кордону. Туристи можуть відвідати де розміщені різноманітні скульптури. Вони також мають доступ до внутрішньої частини замку через щоденні екскурсії. 
З 2015 року на верхньому поверсі замку розташована художня галерея, де періодично проходять виставки робіт кількох художників. 
Окрім традиційних елементів, з 2016 року на подвір'ї замку працює парк пригод для дітей та батьків, а також два ресторани з терасою, відкриті у 2012 та 2020 роках відповідно.
У 2022 році замок був місцем зйомок серіалу Netflix «Венздей».

## Галерея

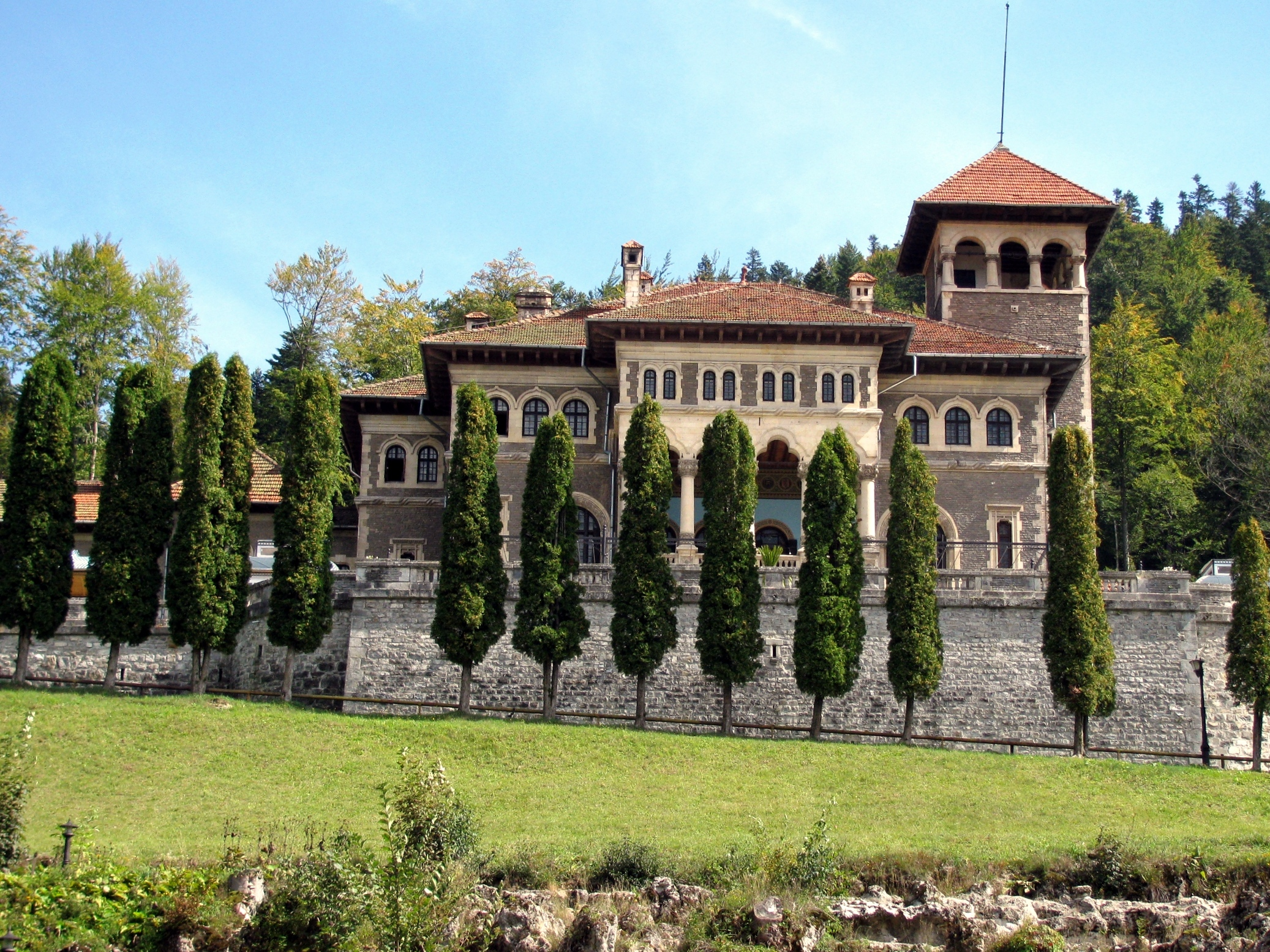
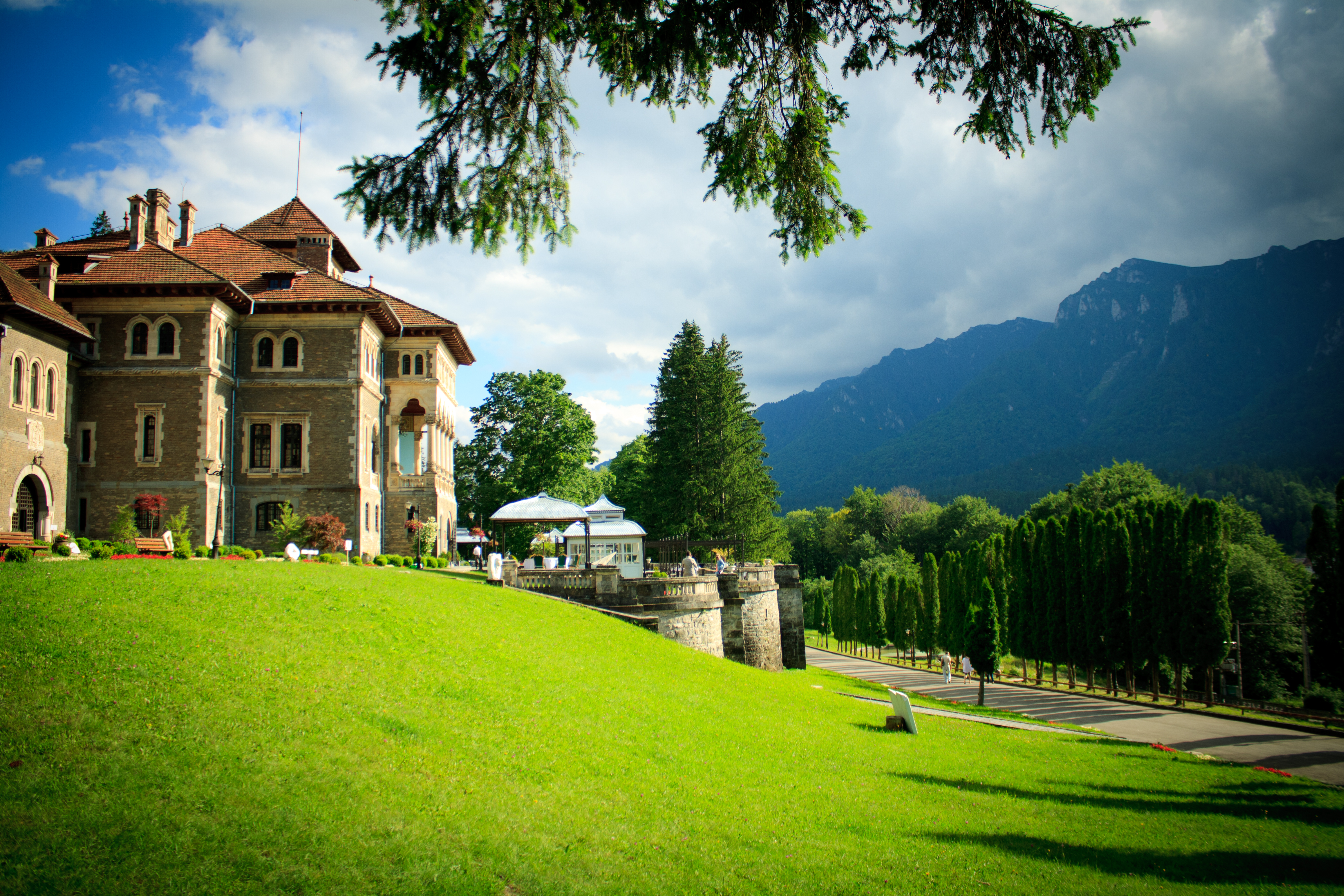
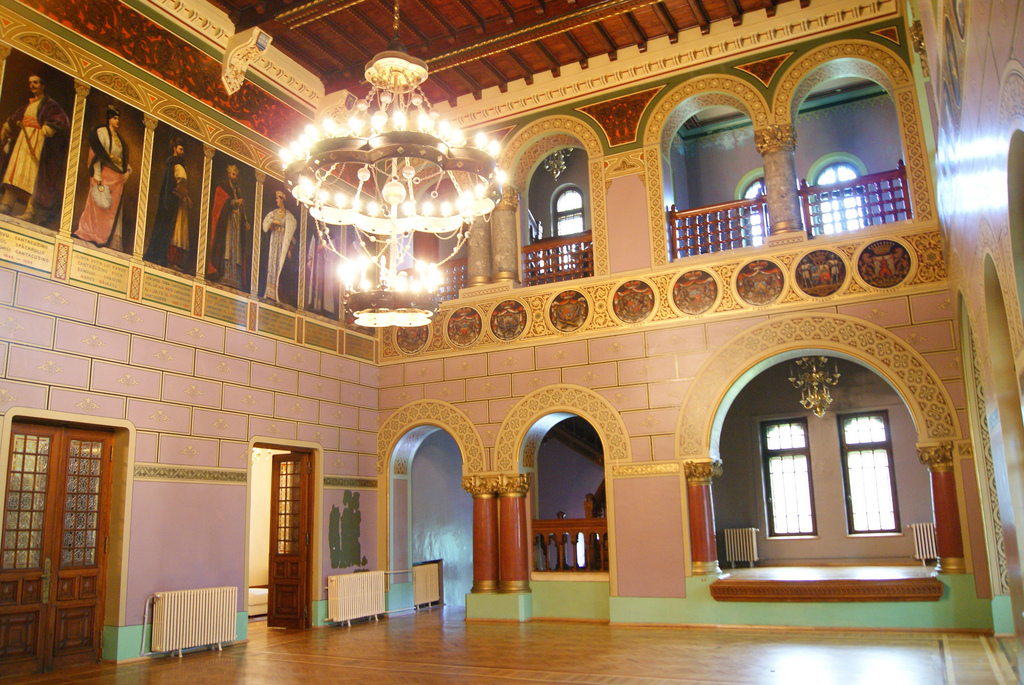
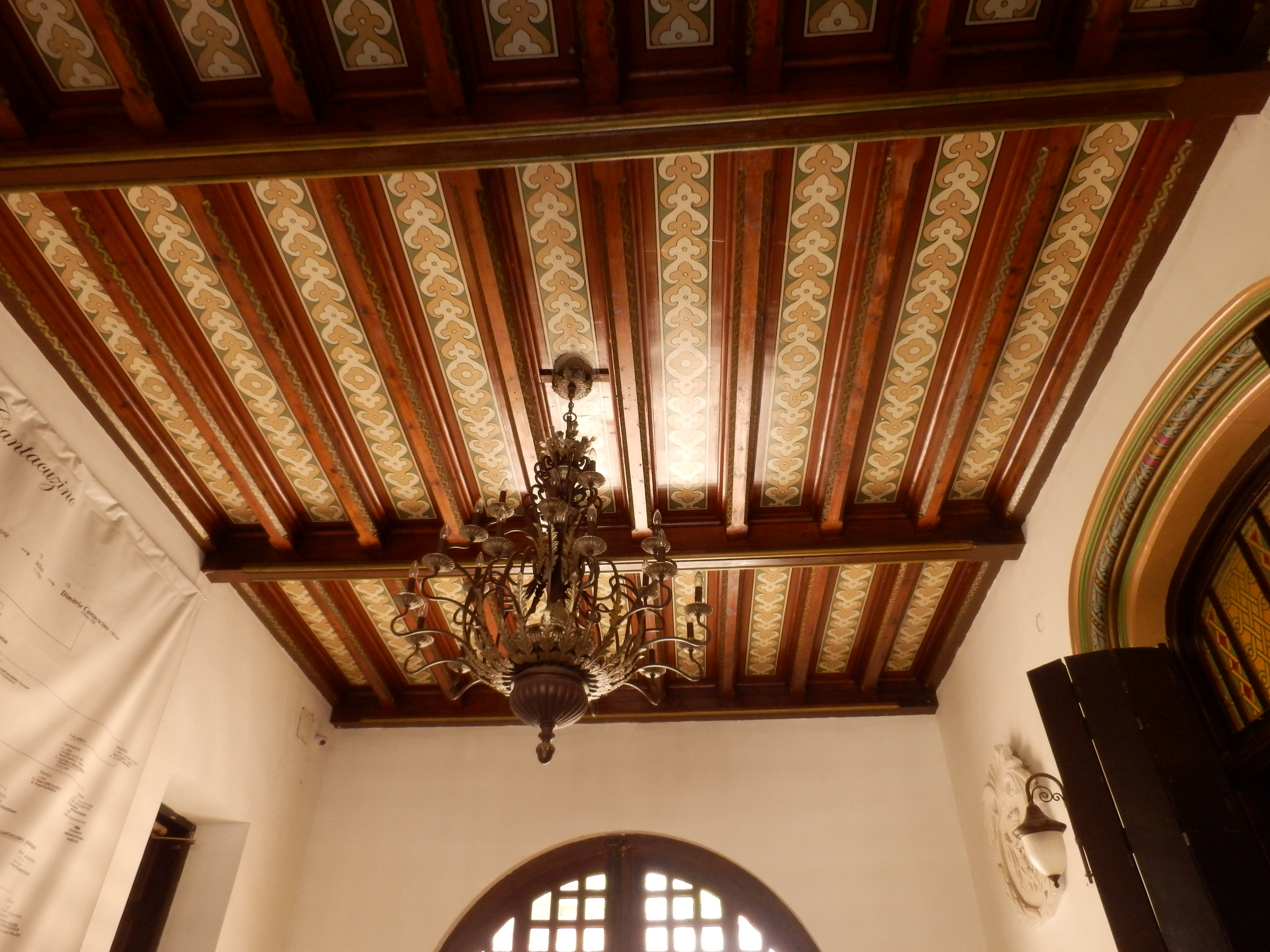
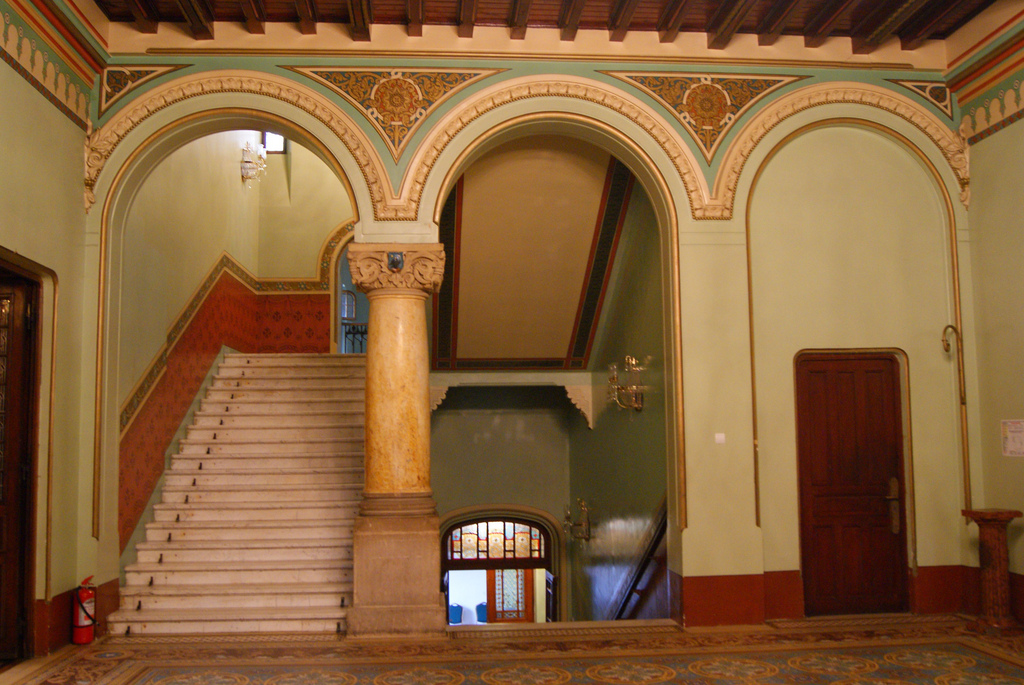
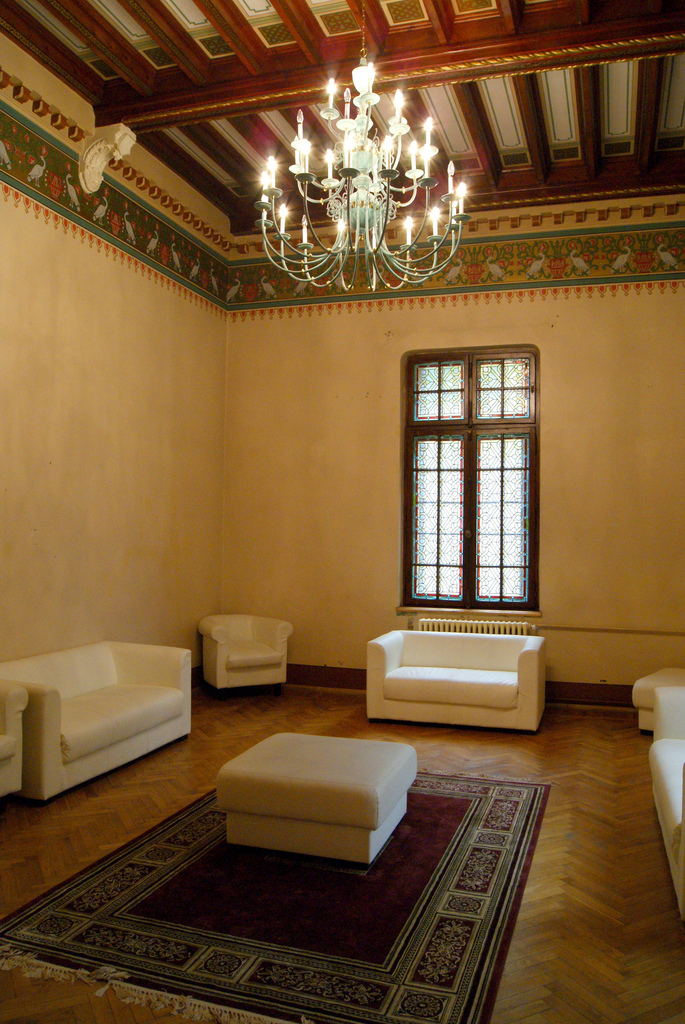
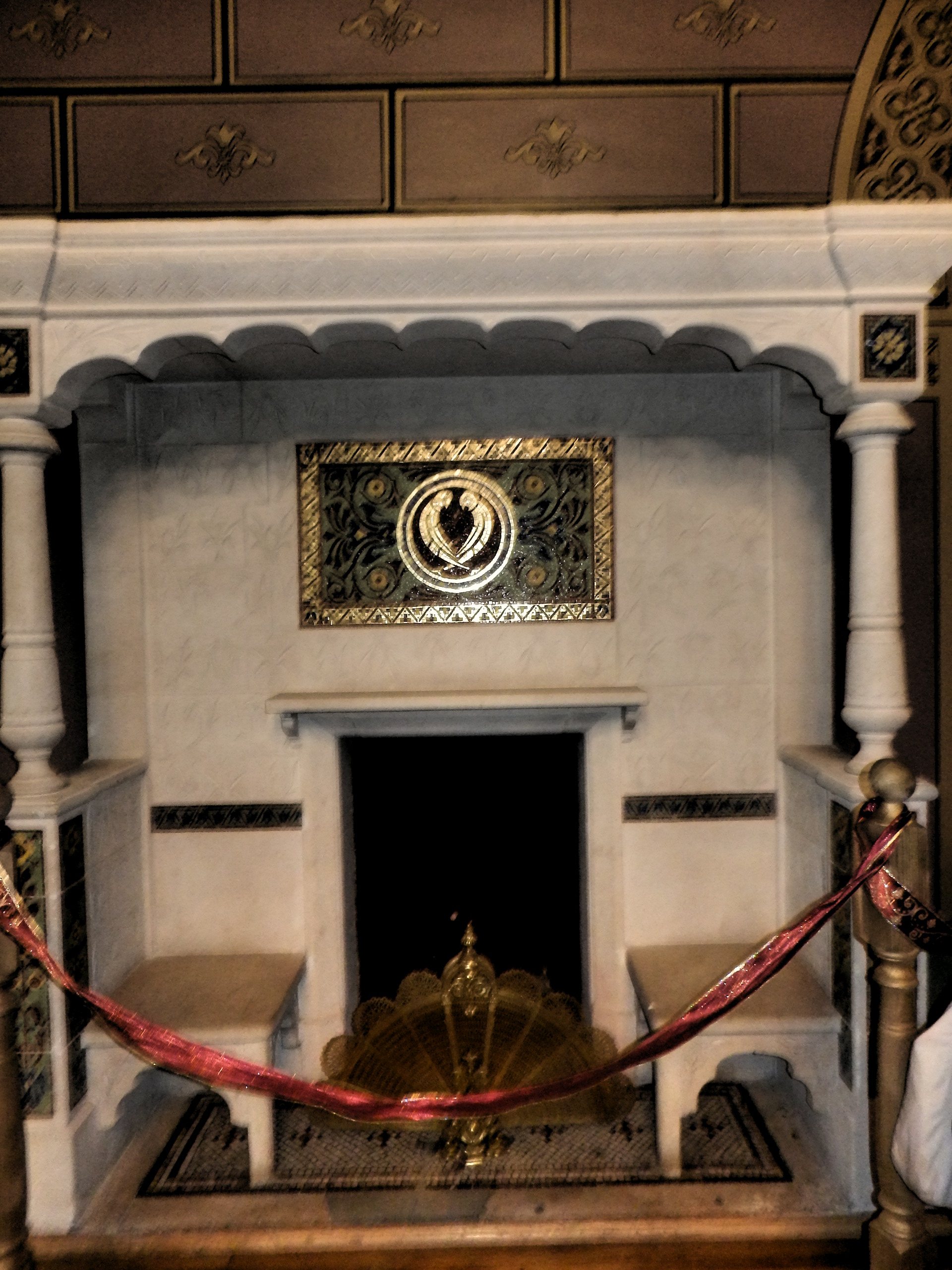
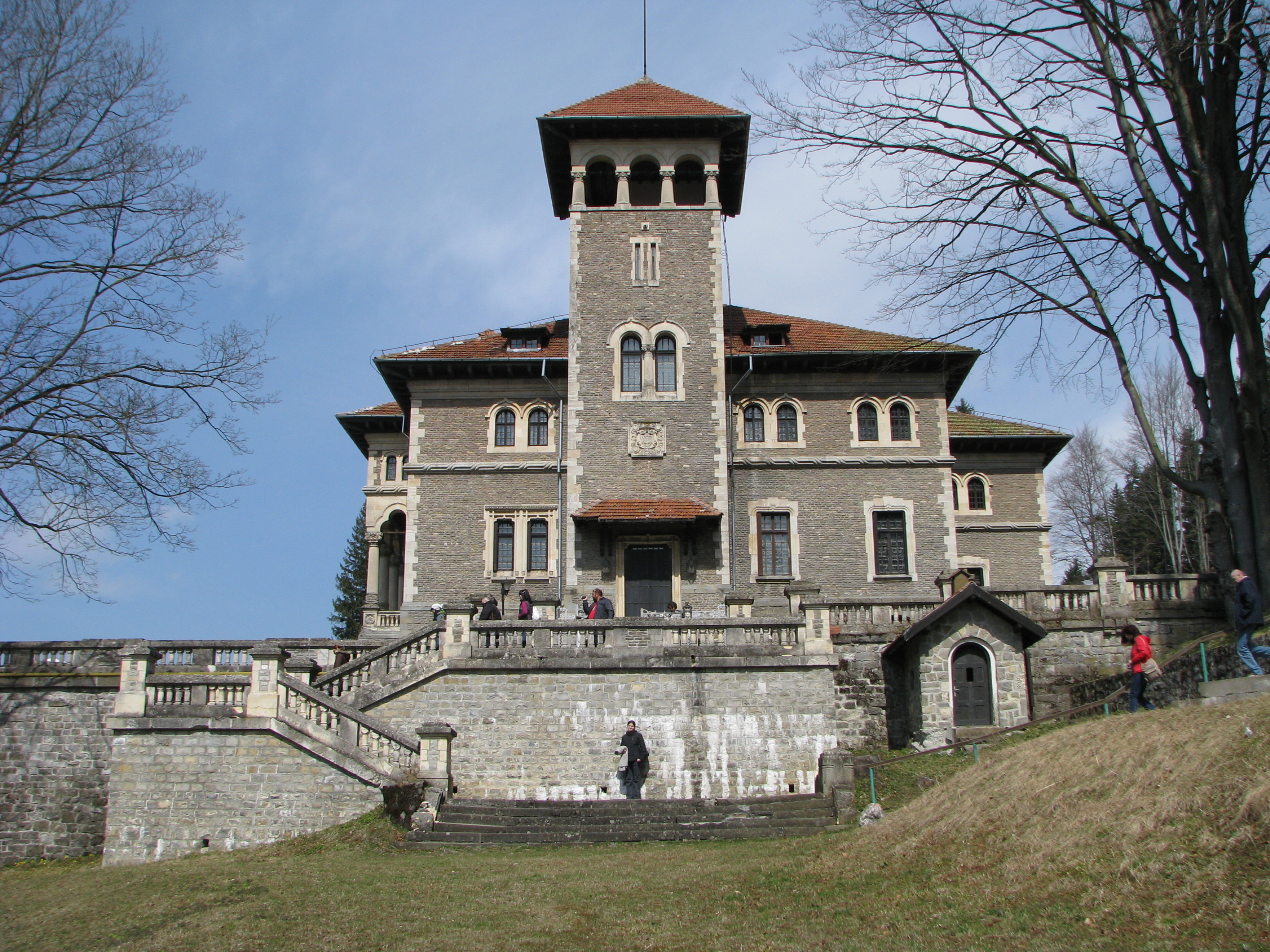
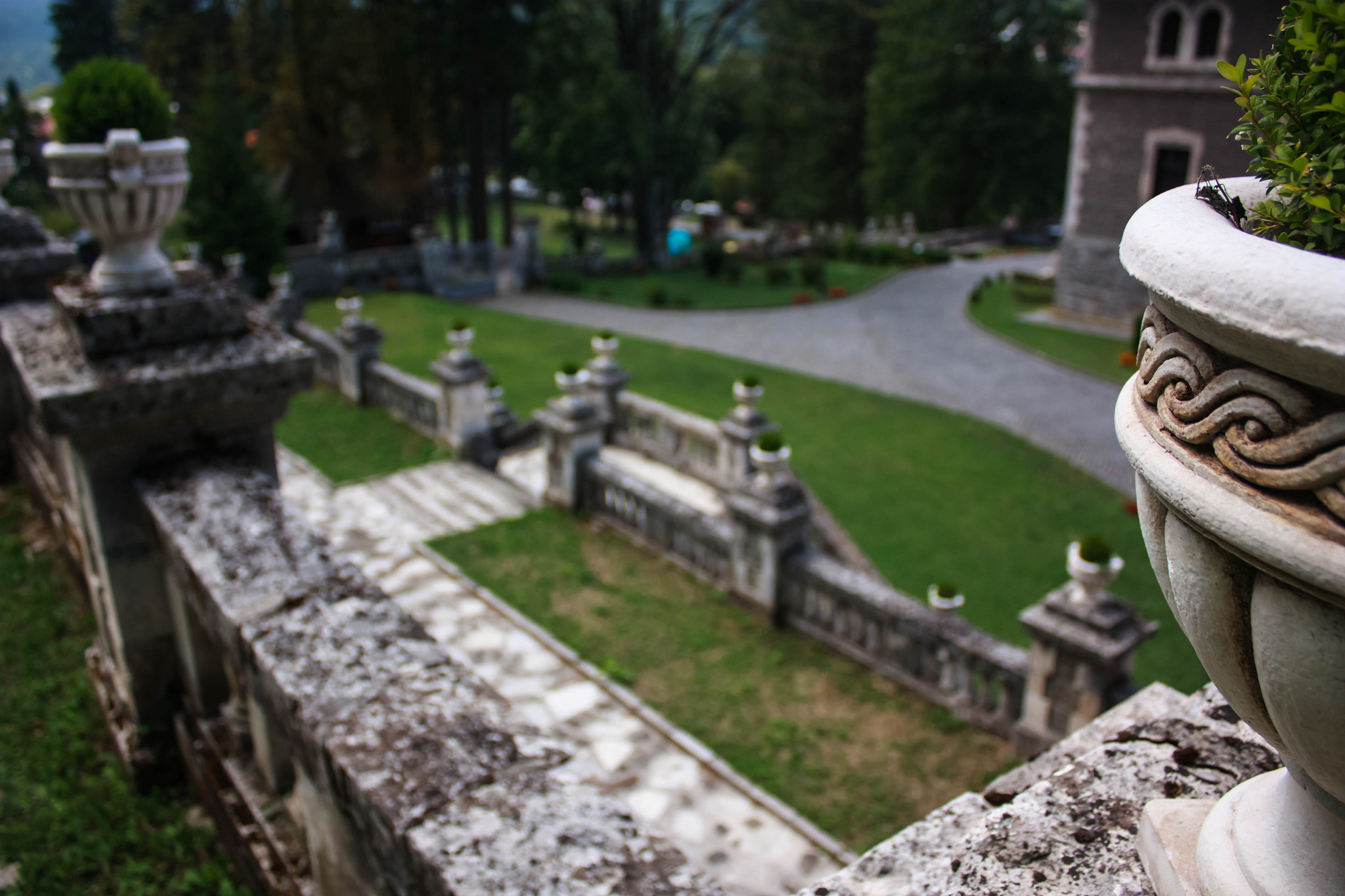
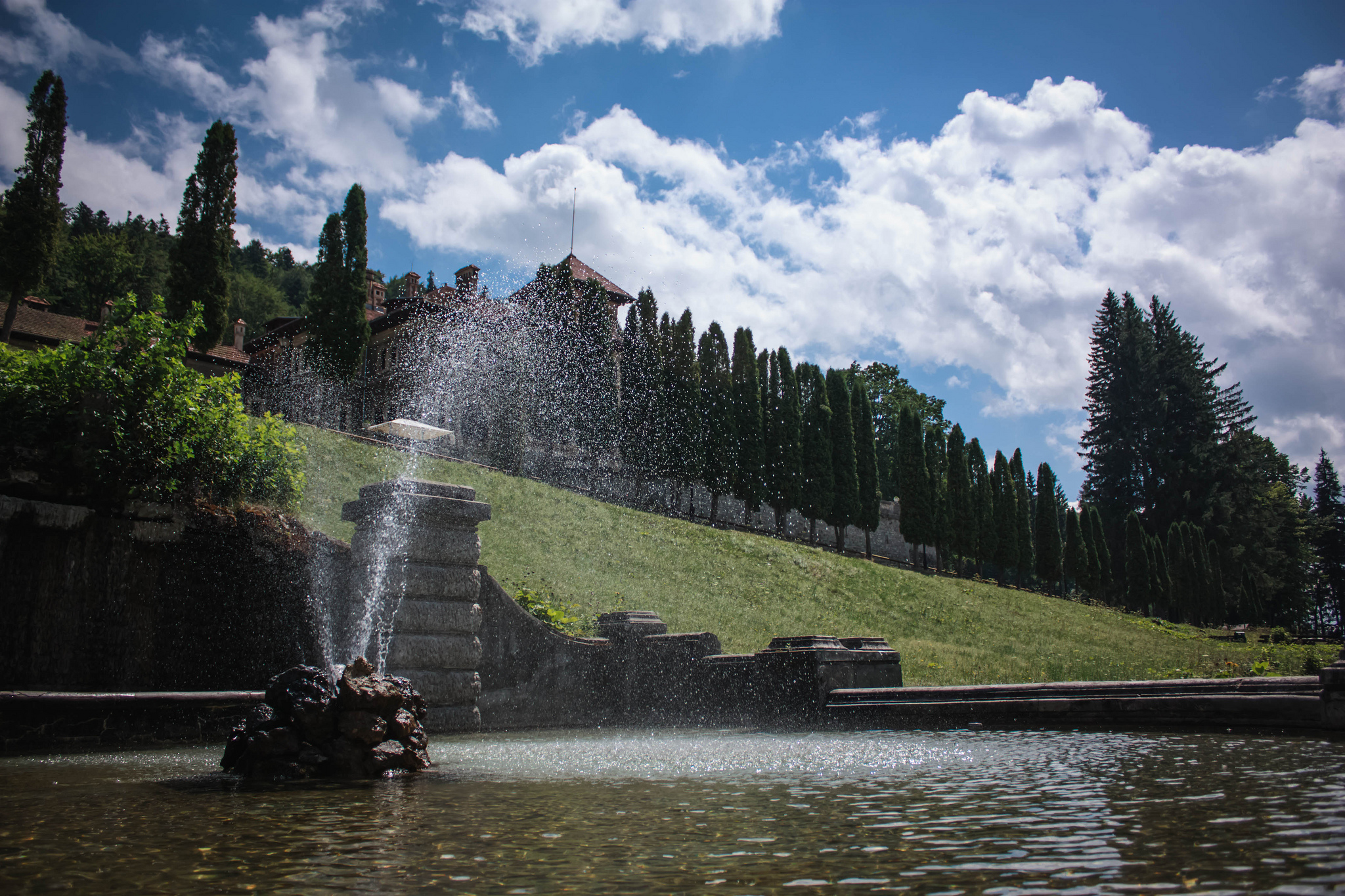
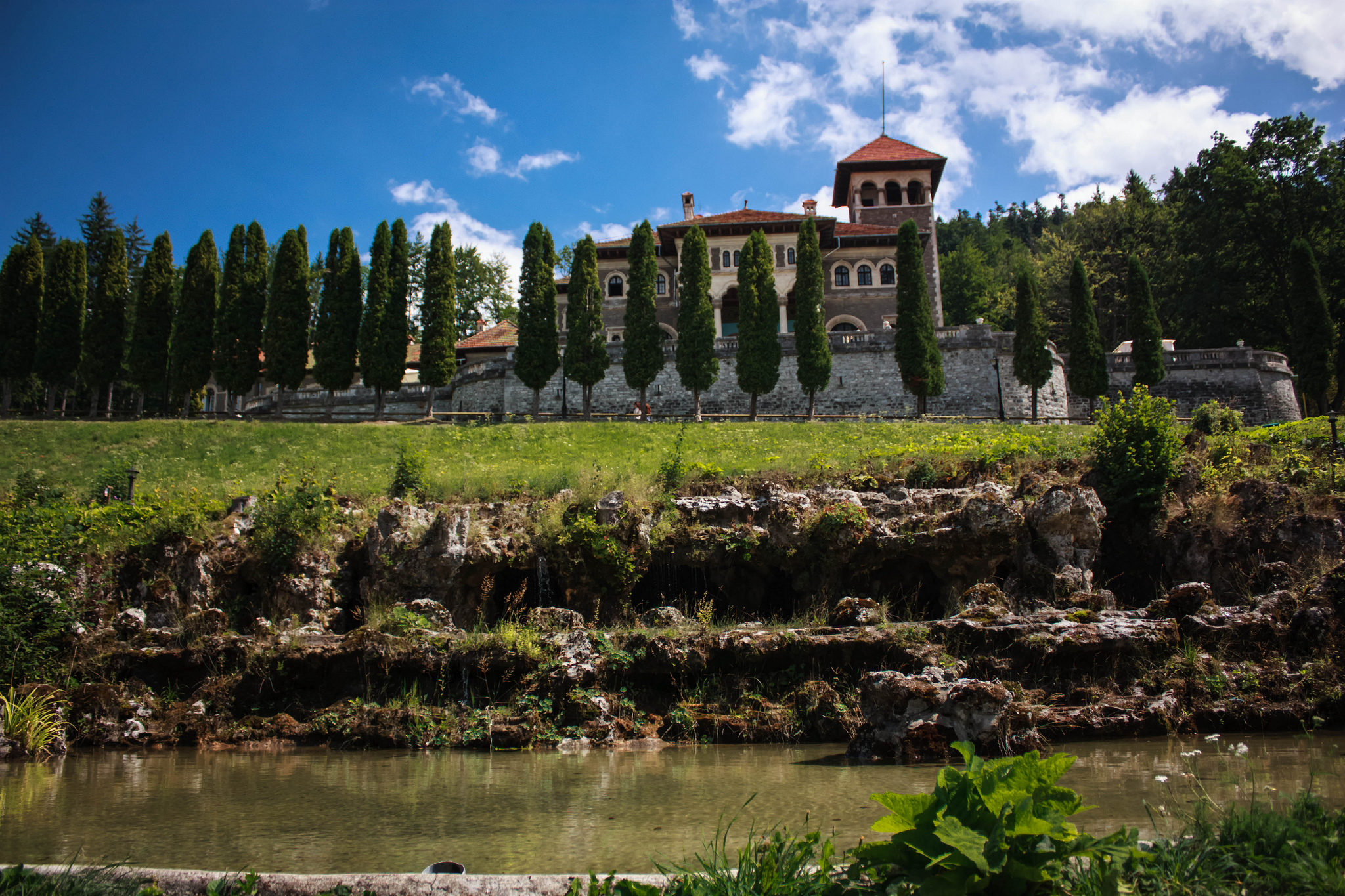